# Sanbornita
La sanbornita és un mineral de la classe dels silicats. Va ser anomenada en honor de Frank Sanborn (1862-1936), mineralogista de la California Division of Mines a San Francisco.
La sanbornita és un fil·losilicat de bari de fórmula química BaSi₂O₅. Cristal·litza en el sistema ortoròmbic en forma de plaques anèdriques de fins a 3 cm. La seva duresa a l'escala de Mohs és 5.
Segons la classificació de Nickel-Strunz, la sanbornita pertany a «09.EF - Fil·losilicats amb xarxes senzilles amb 6-enllaços, connectades per M[4], M[8], etc.» juntament amb els següents minerals: petalita, searlesita, silinaïta, kanemita i yakovenchukita-(Y).

## Formació i jaciments
La sanbornita va ser descoberta al dipòsit de silicats de bari Trumbull Peak, al comtat de Mariposa (Califòrnia, Estats Units) en filons en sediments metamorfosats, majoritàriament quarsites i cornubianites. També ha estat descrita al Canadà, Macedònia del Nord, Mèxic i Polònia.